# 死体と遊ぶな子供たち
『死体と遊ぶな子供たち』（したいとあそぶなこどもたち、英:Children Shouldn't Play with Dead Things 、別名:Revenge of the Living Dead、Things from the Dead、Zreaks）は、1972年のアメリカ合衆国製コメディーホラー映画。後に、クラシックなカルト映画として扱われることとなる この低予算のゾンビ映画は、のちに『暗闇にベルが鳴る』、"A Christmas Story"、『ポーキーズ』で有名になるボブ・クラーク監督の三作目である。 撮影期間は14日間、予算は50,000ドル。 クラークの学友が製作にあたって雇われた。 
日本では、ビデオテープ版がにっかつビデオフィルムズから、DVD版がフォワードから発売された。

## ストーリー
演出家のアランが、俳優志望の男女5人を連れて無人島にやって来る。彼らは、かつての島民たちが眠る墓地で死者蘇生の黒魔術儀式を行うが何も起きず、死体を弄びながらパーティーに興じる。その最中、死者が次々と甦り、6人を襲って貪り食う。

## キャスト
- アラン：アラン・オームズビー
- ヴァル：バレリー・マンチズ
- ジェフ：ジェフ・ギレン
- アーニャ：アーニャ・オームズビー
- ポール：ポール・クローニン
- テリー：ジェーン・デイリー
- ロイ：ロイ・エンガルマン
- エマーソン：ロバート・フィリップ
- ウィンス：ブルース・ソロモン
- 管理人：アレックス・ベアード
- オーヴィル・ダンワース：セス・スクラーリー